# Otto Satzinger
Otto Satzinger (Viena, 21 de juliol de 1878 – 6 de maig de 1945) va ser un saltador austríac que va competir a començaments del segle xx.
El 1906 va prendre part en els Jocs Intercalats d'Atenes, on guanyà una medalla de bronze en l'única prova del programa de salts, el salt de palanca de 10 metres.